# Condominios La Joya 3,2,1
El Conjunto La Joya son tres edificios gemelos localizados en el puerto de Acapulco, Guerrero, en el sur de México, con dirección en Avenida Cristóbal Colón #120 de dicha ciudad.
Desde el año 1995 se convirtieron en una de las más altas de Acapulco y del sur de México.

## La forma
- Miden 113 metros de altura, cuentan con un total de 52 pisos y su uso es principalmente residencial, también en los primeros pisos cuenta con un hotel.
- Cuenta con un total de 30 elevadores (ascensores), que son de alta velocidad, se mueven a una velocidad de 6.5 metros por segundo.

## Detalles importantes
- La construcción fue iniciada en 1993 con una inversión de 50 millones de dólares y fueron terminadas en 1995. El diseño estuvo a cargo de Procomex.
- Cuenta con 600 habitaciones.
- Las torres están ancladas a 45 metros de profundidad con 60 pilotes de concreto y acero, los materiales de construcción que se utilizaron en las torres fueron: hormigón, concreto armado, vidrio en la mayor parte de su estructura, las torres pueden soportar un terremoto de 8.0 en la escala de Richter.
- Son consideradas edificios inteligentes, debido al sistema llamado B3 que controla la luz al igual que, Oceanic 2000, Torre Coral.

## Datos clave Torre 3
- Altura- 113 metros.
- Espacio de habitaciones - 42,000 m³.
- Pisos-  26 pisos.
- Condición: 	En uso
- Rango: 	
  - En México: 79.º lugar, 2011: 103.º lugar
  - En Acapulco: 7.º lugar
  - En el Sur de México: 7.º lugar

## Datos clave Torre 2
- Altura- 113 metros.
- Espacio de habitaciones - 41,000 m³.
- Pisos-  26 pisos.
- Condición: 	En uso
- Rango: 	
  - En México: 80.º lugar, 2011: 104.º lugar
  - En Acapulco: 8.º lugar
  - En el Sur de México: 8.º lugar

## Datos clave Torre 1
- Altura- 113 metros.
- Espacio de habitaciones - 41,000 m³.
- Pisos-  26 pisos.
- Condición: 	En uso
- Rango: 	
  - En México: 81.º lugar, 2011: 105.º lugar
  - En Acapulco: 9.º lugar
  - En el Sur de México: 9.º lugar